# Charles Knight

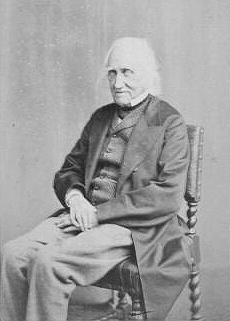
Charles Knight.

Charles Knight, född den 15 mars 1791 Windsor, Berkshire, död den 9 mars 1873 i Addlestone, Surrey, var en engelsk tidskriftsutgivare och skriftställare.
Knight bidrog kraftigt till folkbildningens höjande i England genom spridande av billig periodisk litteratur. Sedan han ärvt sin fars bokhandel och tryckeri, började han på 1820-talet i London en verksamhet som grundläggare av folkliga tidskrifter, vilken han oegennyttigt fullföljde i över 40 år.
Som direktör i ett samfund för nyttiga kunskapers spridande utgav Knight från 1828 British almanac med bihang och från 1829 Library of entertaining knowledge. I synnerhet blev Knights Penny magazine (1832–1845) och Penny cyclopaedia (1833–1844), de första mönstergilla publikationerna i sin art.
Därjämte utgav han från 1853 English cyclopaedia. Hans var även idén till Shilling volumes samt till ett antal större illustrerade serier som Pictorial bible och Old England. Av Shakespeare ombesörjde Knight flera upplagor. Han författade dessutom en mängd bidrag till sina tidskrifter.
Det viktigaste av hans egna verk är Popular history of England (8 band, 1854–1861). Nämnas kan också självbiografin Passages of a working life during half a century (3 band, 1864–1865; ny upplaga 1873). Knight var även verksam för upprättandet av folkbibliotek i städerna. Efter hans död har en staty över honom rests i Windsor.